# 阳川镇
阳川镇，是中华人民共和国甘肃省平凉市庄浪县下辖的一个乡镇级行政单位。
2015年，甘肃省民政厅批复同意撤销阳川乡，设立阳川镇。

## 行政区划
阳川镇下辖以下地区：
大湾村、李湾村、台咀村、孙王村、新沟村、下堡子村、刘湾村、苟岔村、赵湾村、李家咀村、岳坪村、红坡村、三益村、王塬村、东湾村和西湾村。